# しろいくも
『しろいくも』は岩岡ヒサエによる漫画短編集であり、初の単行本。全1巻。ISBN 4-09-188531-4
また、その表題作となった漫画作品。

## 概要
14話からなる短編集。表題作『しろいくも』は「月刊IKKI」にて第7回イキマン受賞、同誌にて掲載された。
老人と犬とのふれ合いと別れを描いた感動作。その他の短編については、ほとんどが同人誌発表作品である。平成17年度（第9回）文化庁メディア芸術祭審査委員推薦作品。

## 収録作品
- 「むかしむかし」（同人誌）
- マタ今度ネ（同人誌）
- こあくまとよる（同人誌）
- 骨董屋さくら堂（同人誌）
- しろいくも（IKKI）
- ヒズミの丘（同人誌）
- 夢の国（同人誌）
- ぶどう摘み（同人誌）
- おウチに帰ろう（同人誌）
- はなのはなし（同人誌）
- 花の咲く道（同人誌）
- たまごの水（ファンロード）
- ホッピーズベア（IKKI）
- 「在るところへ」（描き下ろし）